# Cha già dân tộc

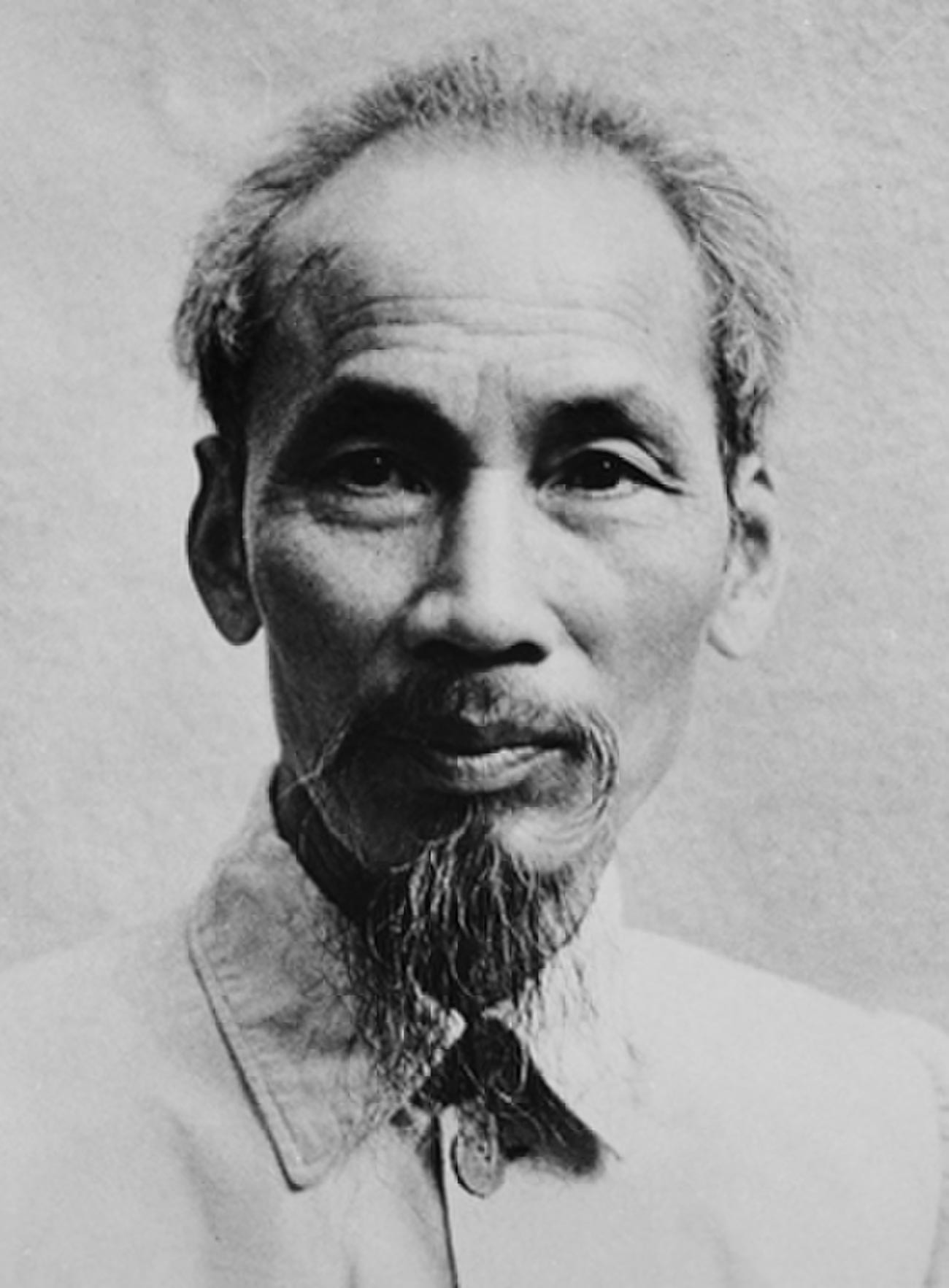
Ở Việt Nam hiện nay, Hồ Chí Minh được tôn kính là Vị cha già của dân tộc, ông là người khai sinh ra nhà nước Việt Nam Dân chủ Cộng hòa và lãnh đạo phong trào giành độc lập cho Việt Nam trong thế kỷ XX. Ông được thờ phượng ở nhiều nơi trên cả nước Việt Nam.

Cha già dân tộc hay Quốc phụ là một danh hiệu cao quý được phong tặng hoặc dành cho những người có công, có ảnh hưởng, tạo động lực cho việc khai sinh ra quốc gia, dân tộc của đất nước mình hoặc dẫn dắt dân tộc giành độc lập. Thuật ngữ "Cha già dân tộc" (trong tiếng Anh là Father of the Nation bắt nguồn từ tiếng Latin là Pater Patriae, số nhiều Patres Patriae, cũng được gọi như Parens Patriae, có nghĩa là "Cha của Tổ quốc") có nguồn gốc từ tước hiệu của Thượng viện La Mã ban tặng cho các Hoàng đế La Mã và các tướng lĩnh, chính khách có công. Trong chế độ quân chủ, nhà vua giữ trọng trách là "Phụ mẫu của muôn dân", có vị thế tôn quý của bậc Quốc phụ, bậc Thượng phụ, đảm nhiệm sứ mệnh như một tộc trưởng dẫn dắt toàn thể đại gia tộc. Mặc dù, danh hiệu Cha của Tổ quốc có từ thời La Mã (đã được ban tặng lần đầu vào năm 386 TCN) và vào thời phong kiến sau đó (việc ban "tước hiệu", truy phong "thuỵ hiệu", "miếu hiệu" cho các liệt tổ, liệt tông), nhưng, ý niệm và danh xưng tương tự "Cha già dân tộc" thời nay bắt đầu xuất hiện từ những thời kỳ hình thành nên các quốc gia hiện đại, đặc biệt là sau các cuộc cách mạng giành độc lập và phong trào dân tộc chủ nghĩa, và một trong những trường hợp được công nhận rộng rãi và sớm nhất có thể kể đến là vào cuối thế kỷ XVIII, gắn liền với sự ra đời của Hợp chủng quốc Hoa Kỳ với việc George Washington được bầu là vị Tổng thống đầu tiên của Hoa Kỳ, thường được gọi là "Cha già của nước Mỹ" (Father of his Country) sau cuộc Cách mạng Hoa Kỳ và việc ban hành Hiến pháp Hoa Kỳ (sau năm 1787).
Ngày nay, khái niệm Cha già dân tộc được dùng để chỉ những người có công giành độc lập cho một đất nước, đánh đuổi sự cai trị của ngoại quốc, định hình nên quốc gia. Ở những chế độ khác nhau, danh xưng này được hợp thức hóa trong hiến pháp. Ở Việt Nam, hình tượng "Vị cha già dân tộc" Hồ Chí Minh lại được hình thành và lan tỏa sâu rộng trong lòng quần chúng, trên báo chí, cũng như đi vào thi ca kể từ sau cuộc Cách mạng Tháng Tám thành công năm 1945. Ở Tây Ban Nha, quốc vương được coi là hiện thân và là biểu tượng của sự thống nhất và trường tồn của quốc gia. Ở Thái Lan, quốc vương Thái Lan được công nhận là Quốc phụ tôn nghiêm và bất kỳ người nào có hành vi thể hiện sự thiếu tôn trọng đối với quốc vương đang trị vì đều phải đối mặt với các hình phạt nghiêm khắc. Ở châu Phi hậu thuộc địa thì "Cha già của dân tộc" là danh hiệu được nhiều nhà lãnh đạo sử dụng để chỉ vai trò của họ trong phong trào giành độc lập như một sự khẳng định tính chính danh và sử dụng biểu tượng chủ nghĩa gia trưởng nên thường được chuộng sử dụng. Nhiều nhà độc tài ở châu Phi cũng tự phong cho mình các danh hiệu tương tự "cha già dân tộc" và danh hiệu này hiếm khi tồn tại sau khi chế độ của họ kết thúc, có thể kể đến như các danh hiệu của Gnassingbé Eyadéma ở Togo được kể đến gồm "Quốc phụ", "Người anh cả" và "Người lãnh đạo của nhân dân", hay như nhà độc tài Mobutu Sese Seko khi còn là Tổng thống Zaire từ năm 1971 đến năm 1997 đã tự gọi mình là "Quốc phụ", "Người dẫn đường", "Đấng cứu thế", "Con báo", "Tổng thống Mặt trời", và thậm chí là cả danh hiệu "Con gà trống nhảy lên bất cứ thứ gì chuyển động" (the Cock who Jumps on Anything That Moves).

## Châu Âu

### Liên Xô

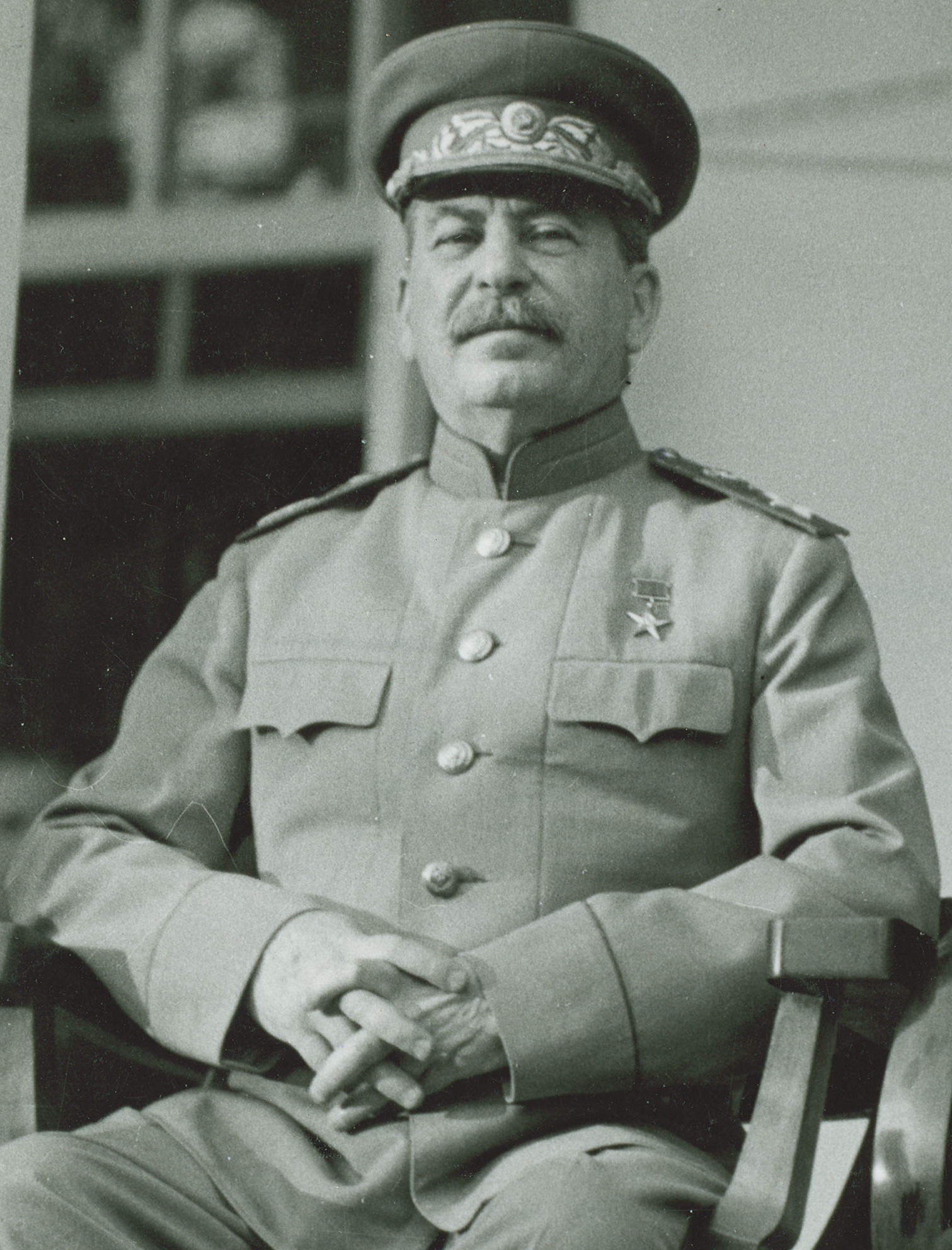
Joseph Stalin vào năm 1943

Năm 1949, vào ngày sinh nhật thứ 70 của Joseph Stalin, ông được phong tặng chức "Cha già của các dân tộc" cho việc ghi công lao của ông thành lập chính thể "dân chủ nhân dân" tại các nước bị Đức Quốc xã chiếm đóng trong Thế chiến thứ hai. Với danh xưng Cha già các dân tộc, nhiều ý kiến cho rằng đây chính là biểu hiện của sự sùng bái cá nhân Stalin trong thời kỳ này ở Liên Xô. Báo chí Liên Xô liên tục ca ngợi Stalin, mô tả ông là "Vĩ đại", "Người được mến mộ", "Dũng cảm", "Thông thái", "Người truyền cảm hứng" và "Thiên tài", Báo chí còn miêu tả ông như một người cha chu đáo nhưng mạnh mẽ, coi người dân Liên Xô là "những đứa con" của ông. Từ năm 1936, báo chí Liên Xô bắt đầu gọi Stalin là "Cha già dân tộc" để nhắc nhở nông dân về hình ảnh của người cai trị trước đây của họ-là Sa hoàng vốn là những người được coi là "người cha nghiêm khắc của gia đình". Sau nhiều năm cách mạng và nội chiến, người dân Liên Xô mong muốn có sự lãnh đạo mạnh mẽ và kiên quyết. Sự ra đời của tệ sùng bái này cũng dẫn đến một cơn sốt đổi tên của nhiều thị trấn, làng mạc và thành phố được được đổi tên theo nhà lãnh đạo Liên Xô Joseph Stalin. Giải thưởng Stalin và Giải thưởng Hòa bình Stalin cũng được đặt theo tên ông để vinh danh ông, và ông đã chấp nhận một số danh hiệu khoa trương, chẵng hạn như "Pater Patriae" (Thượng phụ), "Người xây dựng chủ nghĩa xã hội", "Kiến trúc sư của chủ nghĩa cộng sản", "Lãnh đạo của nhân loại tiến bộ", cùng nhiều danh hiệu khác.

### Ukraina
Ở Ukraina hiện nay thì Bohdan Khmelnytsky được xem là Cha già dân tộc, người đã lãnh đạo cuộc khởi nghĩa Khmelnytsky chống lại Khối Liên bang Ba Lan và Lietuva và là người sáng lập Cossack Hetmanate, nhà nước độc lập đầu tiên của Ukraina. Một số nhóm cực hữu Ukraina hiện nay như Right Sector đang vận động để tôn vinh Stepan Bandera với vai trò tương tự trong bối cảnh bài Nga hiện nay, dù ông này có lịch sử cộng tác với Phát xít Đức để gây ra các cuộc thảm sát thường dân.

### Ba Lan
Ở Ba Lan thì nhóm các cá nhân gồm Ignacy Daszyński, Roman Dmowski, Wojciech Korfanty, Ignacy Jan Paderewski, Józef Piłsudski, Wincenty Witos được xem là những vị Cha già dân tộc Ba Lan (Ojcowie Niepodległości). Sau Chiến tranh thế giới thứ nhất, sáu vị "người cha giành độc lập" này đã cùng nhau tận dụng cơ hội từ những điều kiện thuận lợi để hành sự, từ đó dẫn đến sự ra đời của Cộng hòa Ba Lan thứ hai.

### Thụy Điển
Gustav I của Thụy Điển được coi là Vị cha già của nước Thụy Điển (Father of the Swedish Nation) nhờ vào vai trò lịch sử quan trọng của ông trong việc thành lập nhà nước Thụy Điển thời bấy giờ. Danh hiệu này không phải là một tước hiệu chính thức được phong tặng tại một thời điểm cụ thể, mà là một sự công nhận được hình thành và củng cố theo thời gian trong lịch sử Thụy Điển. Vua Gustav lại thích so sánh bản thân với Moses, người mà ông tin là có công giải phóng dân tộc người Do Thái để rồi thành lập nên một nhà nước có chủ quyền trong lịch sử Do Thái.

### Scotland
Ông Donald Dewar (tên đầy đủ Donald Campbell Dewar) được coi là vị cha già của nước Scotland hiện đại ngày nay. Ông là một chính khách và chính trị gia người Scotland với vai trò là Thủ hiến đầu tiên của Scotland từ năm 1999 cho đến khi ông qua đời vào năm 2000, ông đóng vai trò chủ chốt trong việc dự thảo và trình cho nước Anh thông qua Đạo luật Scotland năm 1998 để phân cấp thẩm quyền cho xứ Scott (Scottish devolution), ông thường được báo chí và công chúng Scotland gọi là "Cha già của nước Scotland hiện đại".

### Xứ Wales
Ở xứ Wales thì ông Rhodri Morgan được coi là Cha già dân tộc (Tad y Genedl) của cư dân xứ Wales, ông Rhodri Morgan là Thủ hiến đầu tiên của xứ Wales từ năm 2000 đến năm 2009 và được ghi nhận là người đã định hình, ổn định sự phân cấp thẩm quyền của Anh cho xứ Wales sau nhiệm kỳ thủ tướng ngắn ngủi và bất ổn của người tiền nhiệm là Thủ hiến Alun Michael.

## Châu Mỹ
Simón Bolívar được coi là Vị cha già dân tộc của nhiều nước Nam Mỹ (Venezuela, Colombia, Ecuador, Peru, Bolivia và Panama) vì có công đánh đuổi thực dân Tây Ban Nha. Ông được tôn xưng là "Padre de la Patria"/"Fundador de la República y Protector del Perú"

### Argentina

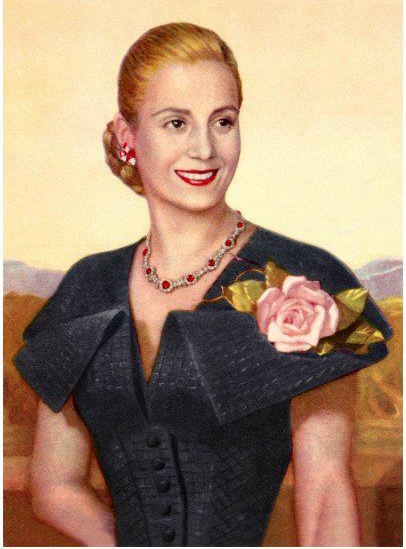
Evita và "Don't Cry for Me Argentina" (Đừng khóc vì tôi, Argentina)

Tại Argentina thì María Remedios del Valle là nữ sĩ quan phục vụ trong Quân đội Argentina trong Chiến tranh giành độc lập. Bà được gọi là "Mẹ của Tổ quốc" kể từ khi bà còn sống khi vào năm 1829, tỉnh Buenos Aires đã phong bà là "Mẹ của Tổ quốc" và trao cho bà chức vụ trung sĩ. Tuy vậy, nhân vật có ảnh hưởng phổ biến hơn trong vai trò này chính là Đệ nhất phu nhân Eva Perón được biết đến với cái tên Evita, bà được người dân Argentina ngưỡng mộ vì đã đấu tranh giành quyền bầu cử cho phụ nữ, đảm bảo lợi ích cho người lao động và thành lập các bệnh viện cũng như các trại mồ côi đến năm 1952, bà nhận tước hiệu "người lãnh đạo tinh thần của đất nước". Trên mộ phần của bà có khắc câu nói nổi tiếng truyền cảm hứng cho bài hát "Don't Cry for Me Argentina" (Đừng khóc vì tôi, Argentina).

### Chile
Nhà cách mạng Bernardo O'Higgins được phong tặng là Cha già dân tộc (Padre de la patria) của Chile với vai trò lãnh đạo chủ chốt trong cuộc chiến tranh giành độc lập của Chile. 

### Hoa Kỳ
Các vị George Washington, John Adams, Thomas Jefferson, James Madison, Benjamin Franklin được coi là những vị cha già của nước Mỹ vì có công đánh đuổi thực dân Anh, giành độc lập cho nước Mỹ

### Dominica
Tại Dominica thì Juan Pablo Duarte được xem là Cha già dân tộc (Padre de la Patria) vì ông chính là sáng lập đầu tiên của Cộng hòa Dominica và là nhà lãnh đạo chủ chốt chịu trách nhiệm định hình hệ tư tưởng cách mạng hiện đại phản đối mọi sự cai trị của nước ngoài.

### Costa Rica
Tại Costa Rica thì José María Castro Madriz được phong tặng là Nhà lập quốc (Fundador de la República) vì ông là Tổng thống đầu tiên của Cộng hòa Costa Rica.

### El Salvador
Tại El Salvador thì ông José Matías Delgado được xem là Cha già dân tộc (Padre de la Patria) vì ông là một trong những người sáng lập ra El Salvador và là nhà lãnh đạo chính của phong trào giành độc lập năm 1811.

### Trinidad, Tobago
Nhóm những cá nhân gồm Henry Alcazar, Victor Bryan, Tubal Uriah Butler, Rudranath Capildeo, Simbhoonath Capildeo, Arthur Andrew Cipriani, Albert Gomes, Solomon Hochoy, A. P. T. James, Audrey Jeffers, Ranjit Kumar, Emmanuel Mzumbo Lazare, Chanka Maharaj, Bhadase Sagan Maraj, Quintin O'Connor, Michael Pocock, Adrian Cola Rienzi (Krishna Deonarine), Alfred Richards, Harold Robinson, Timothy Roodal, Lionel Seukeran, Ashford Sinanan, Mitra Sinanan, Sarran Teelucksingh, Louis de Verteuil, Gerald Wight, Eric Williams, Hugh Wooding được ghi nhận là các vị Cha già dân tộc của Trinidad và Tobago.

## Châu Phi

### Ma-rốc
Ở đất nước Ma-rốc, thì Mohammed V được gọi là Cha già dân tộc, vị vua của Maroc trong thời kỳ độc lập năm 1956, được hầu hết người Maroc coi là Quốc phụ.

### Libya
Nhà lãnh đạo Muammar Gaddafi từng được xem là Cha già dân tộc của Libya, Đại tá Gaddfi đã lãnh đạo Libya từ năm 1969 đến năm 2011 khi ông bị hạ sát. Ông tự xưng là Cha già, ngoài ra còn sử dụng các danh hiệu khác nữa. Ông cũng được truyền thông nhà nước Libya gọi như vậy.

### CHDC Congo

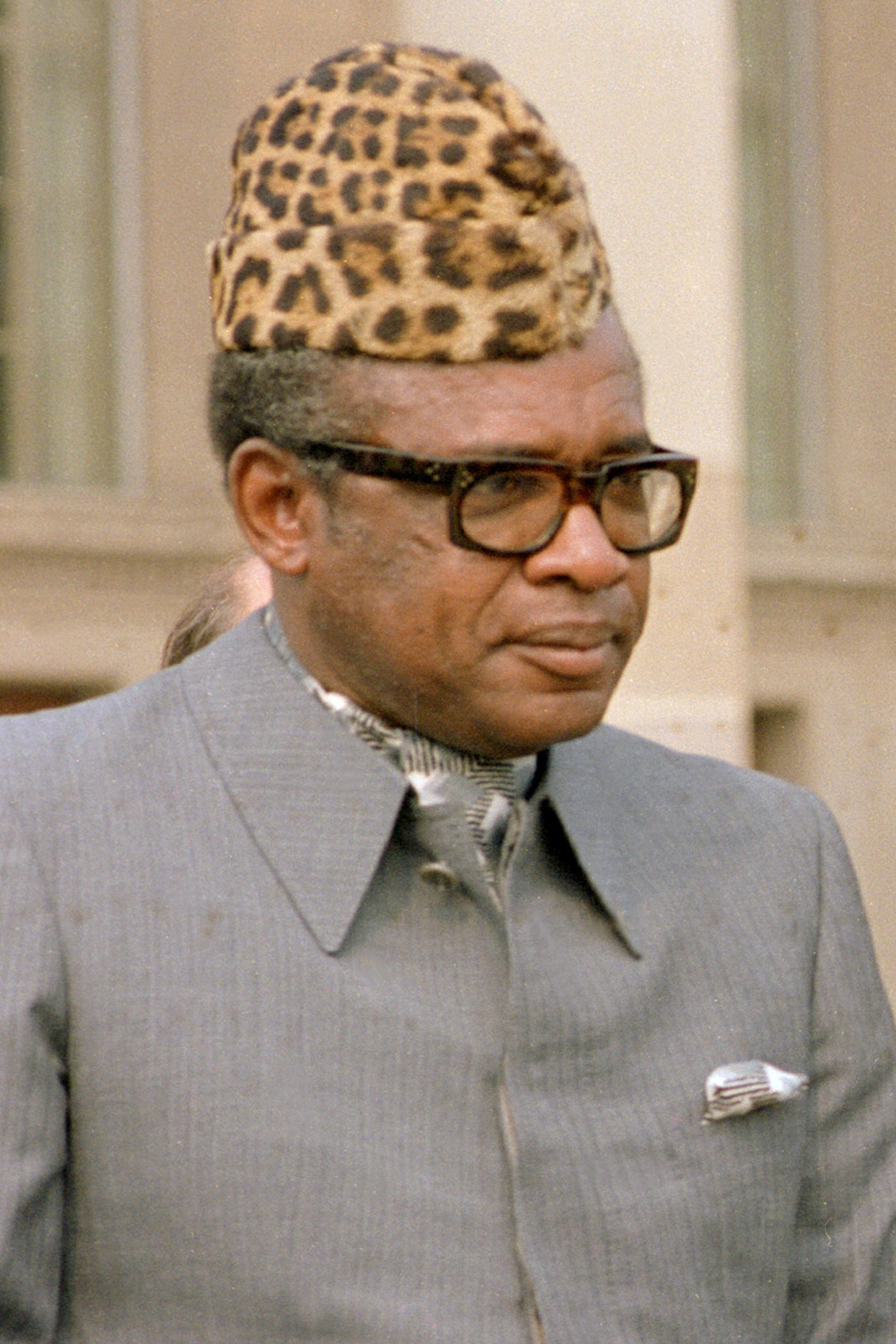
Mobutu tại Ngũ Giác Đài năm 1983

Tổng thống Mobutu Sese Seko của Zaire (tên cũ Cộng hòa Dân chủ Congo) được phong làm Cha già của dân tộc bên cạnh những tước hiệu khác.

### CH Congo
Tại Cộng hòa Congo thì nhóm những người gồm Patrice Lumumba, Joseph Kasa-Vubu, Albert Kalonji, Jean Bolikango, Cléophas Kamitatu và Paul Bolya đều được coi là "Người cha của nền độc lập" ở Cộng hòa Congo.

### Ghana
Tại Ghana thì Kwame Nkrumah được xem là "Cha già dân tộc" (Osagyefo), ông là Tổng thống và Thủ tướng đầu tiên của Ghana trong thời kỳ phi thực dân hóa, quốc gia đầu tiên ở Châu Phi cận Sahara giành được độc lập hoàn toàn.

### Burkina Faso
Tại Burkina Faso hiện nay, thì Thomas Sankara được công nhận là Cha già dân tộc của Burkina Faso. Trước đó, ông Maurice Yaméogo là Thủ tướng Thượng Volta đầu tiên của xứ Thượng Volta thuộc Pháp, được bổ nhiệm vào năm 1958 và trở thành tổng thống đầu tiên của Cộng hòa Thượng Volta từ năm 1960 đến năm 1966. Sau đó, ông Yaméogo bị tước quyền chính trị và tất cả các danh hiệu của ông đều bị tước bỏ vào năm 1970 theo lệnh của Sangoulé Lamizana trước khi được Blaise Compaoré phục hồi chức vụ vào năm 1991 với tư cách là nhà sáng lập quốc gia. Năm 1984, tổng thống của Thượng Volta, Thomas Sankara đã đổi tên đất nước thành Burkina Faso cũng như thông qua bài quốc ca mới mang tên Ditanyè vốn do chính Sankara sáng tác như một phần của các cuộc cải cách xã hội chủ nghĩa (Sankarism) và tâm lý bài Pháp của ông ta. Năm 2023, ông Sankara được vị tổng thống trẻ Ibrahim Traoré tuyên bố là "Anh hùng của Burkina Faso" và là người sáng lập quốc gia “thực sự” của Burkina Faso.

### Nam Phi
Nelson Mandela được coi là vị cha đẻ của nước Nam Phi hiện đại vì có công lật đổ chế độ phân biệt chủng tộc Apartheid (A-pác-thai) nhằm vào người da đen do người Anh hậu thuẫn.

## Châu Á

### Palestine

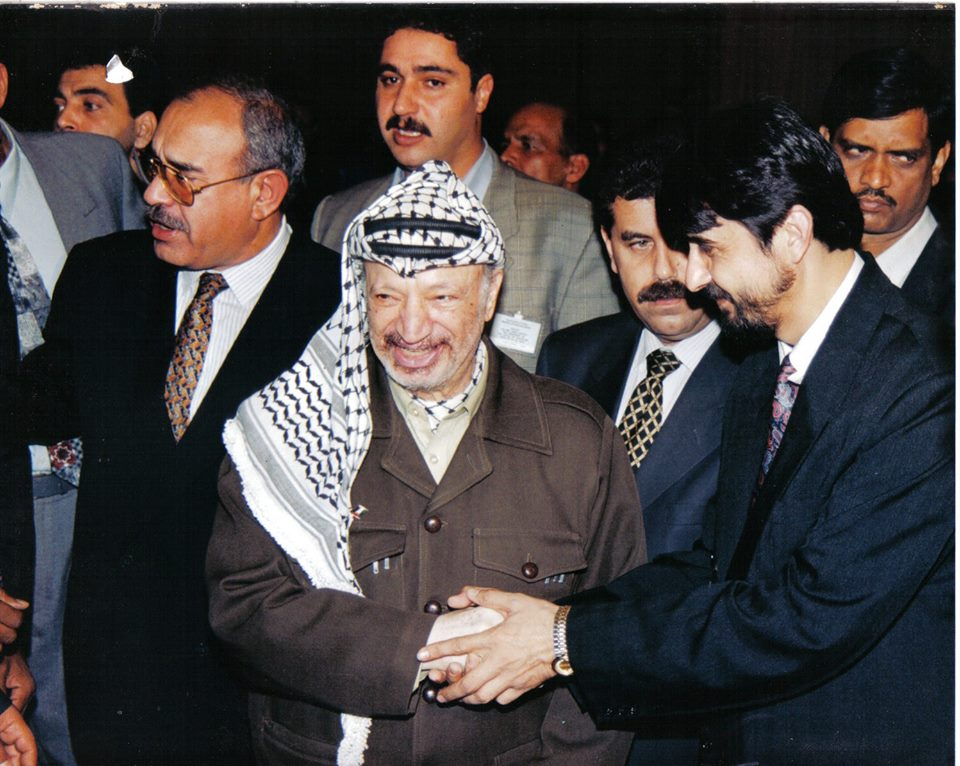
Chủ tịch PLO Yasser Arafat vị cha già dân tộc của người dân Palestine

Chủ tịch Yasser Arafat được truy tặng là Cha già dân tộc của người Palestine và của đất nước đang đấu tranh giành quyền tự quyết Palestine. Ông đã có công lãnh đạo phong trào giải phóng Palestine và giữ chức vụ Chủ tịch Chính quyền Palestine của Nhà nước Palestine từ năm 1994 đến năm 2004. Sinh năm 1929 tại Cairo, Vương quốc Ai Cập, ông Arafat sớm trở thành người ủng hộ chủ nghĩa dân tộc Ả Rập và chủ nghĩa chống chủ nghĩa phục quốc Do Thái, trong Chiến tranh Ả Rập-Israel năm 1948, ông đã chiến đấu cùng Anh em Hồi giáo chống lại Nhà nước Israel mới giành được độc lập. Từ năm 1969 đến năm 2004, ông giữ chức vụ Chủ tịch Tổ chức Giải phóng Palestine của Tổ chức Giải phóng Palestine (PLO), một tổ chức của những người theo chủ nghĩa dân tộc Palestine đã tham gia vào nhiều vụ xung đột du kích với Lực lượng Phòng vệ Israel (mà ông gọi họ là có hành động "khủng bố nhà nước") trong nửa sau của thế kỷ XX. 
Bắt đầu từ năm 1983 trở đi, vị chiến binh Arafat đặt căn cứ tại Tunisia và thay đổi phương pháp đấu tranh khi chuyển sang chiến thuật đàm phán với chính phủ Israel, thừa nhận quyền tồn tại của Israel trong nghị quyết của Liên hợp quốc và ủng hộ giải pháp hai nhà nước cho xung đột Israel–Palestine. Arafat đã tham gia vào một loạt các cuộc đàm phán với chính phủ Israel để chấm dứt xung đột giữa nước này và PLO, bao gồm Hội nghị Madrid năm 1991, Hiệp định Oslo năm 1993 và Hội nghị thượng đỉnh Trại David năm 2000. Năm 1994, ông trở về Palestine và thúc đẩy quyền tự quản cho lãnh thổ Palestine, ông nhận được Giải Nobel Hòa bình cùng năm. Nhiều người Palestine coi ông Arafat được coi là một vị tử đạo tượng trưng cho khát vọng dân tộc của nhân dân ông. Ông mất năm 2004 khi sự nghiệp cách mạng dang dở và nỗi trăn trở cho quê hương mình với câu phát biểu "Tôi chưa có tổ quốc, Việt Nam là tổ quốc của tôi" (Phát biểu năm 1970 khi đến thăm Việt Nam trong cuộc chiến tranh Việt Nam).

### Thổ Nhĩ Kỳ
Mustafa Kemal Atatürk được coi là vị cha già của nước Thổ Nhĩ Kỳ hiện đại

### Ấn Độ
Nhà đấu tranh bất bạo động Mohandas Karamchand Gandhi hay còn được biết đến là Mahatma Gandhi được coi là vị cha già của nước Ấn Độ hiện đại vì có công đánh đuổi thực dân Anh, giành độc lập cho Ấn Độ mặt khác, Mahatma Gandhi được gọi là Bapu hay Rashtrapita (राष्ट्रपिता) là Cha già dân tộc của Ấn Độ.

### Bangladesh
Hiến pháp Bangladesh năm 1972 quy định rằng ông Sheikh Mujibur Rahman là "Cha già dân tộc". Ông Sheikh Rahman là nhà lãnh đạo sáng lập của nhà nước Bangladesh, nhà lãnh đạo trong Chiến tranh giải phóng Bangladesh khỏi Pakistan. Tuy nhiên, sau cuộc cách mạng màu ở Bangladesh diễn ra vào năm 2024 (với các cuộc biểu tình, bạo loạn của phong trào đòi cải cách hạn ngạch, phong trào bất hợp tác) thì nhiều bức tượng của vị tổng thống đầu tiên Sheikh Rahman trên khắp Bangladesh đã bị người biểu tình giật sập, phá hoại, lật đổ, gồm bức tượng lớn tại Mrityunjayee Prangan ở Bijoy Sarani của thủ đô Dhaka đã bị người biểu tình trèo lên đập phá và được xem là biểu tượng cho sự kết thúc 15 năm cầm quyền của Thủ tướng Sheikh Hasina.

### Myanma
Ở Miến Điện, nhà lãnh đạo Aung San được tôn xưng là Cha già dân tộc, Người cha của lực lượng Tatmadaw. Ông là người sáng lập ra Tatmadaw (Quân đội Miến Điện) và là Thủ tướng Miến Điện thứ 5 trong thời kỳ thực dân Anh cai trị Miến Điện từ năm 1946 đến năm 1947. Ông đóng vai trò quan trọng trong cuộc đấu tranh giành độc lập của Myanmar khỏi sự cai trị của Anh, nhưng ông đã bị ám sát chỉ sáu tháng trước khi mục tiêu của ông thành hiện thực.

### Mông Cổ
Ở đất nước Mông Cổ thì Cha già dân tộc (Quốc phụ) chỉ về Thành Cát Tư Hãn khi ông đã có công thống nhất nhiều bộ lạc du mục của các dân tộc thảo nguyên Đông Bắc Á khỉ sự chia rẽ tương tàn, Thành Cát Tư Hãn đã thành lập Đế chế Mông Cổ và trở thành Đại hãn đầu tiên. Cuối cùng, ông đã lãnh đạo một cuộc chinh phục phần lớn Âu Á, và quê hương thống nhất của ông sẽ trở thành Mông Cổ ngày nay.

### Nhật Bản
Thiên hoàng Minh Trị được coi là vị cha của nước Nhật Bản hiện đại vì có công thực hiện cải cách, hiện đại hóa đất nước.

### Triều Tiên
Ở Bắc Triều Tiên thì Lãnh tụ Kim Nhật Thành là người sáng lập nhà nước CHDCND Triều Tiên, người khởi xướng tư tưởng Juche (Chủ thể) và Tổng Bí thư Đảng Lao động Triều Tiên từ năm 1949 đến năm 1994 được tôn xưng là "Cha già lập quốc" và "Lãnh tụ kính yêu".

### Trung Quốc
Tôn Trung Sơn được coi là Quốc phụ (國父/Guófù) của nước Trung Quốc hậu Phong kiến vì có công lật đổ chế độ quân chủ chuyên chế của nhà Thanh với vị Hoàng đế cuối cùng Phổ Nghi.

### Singapore
Lý Quang Diệu được coi là Cha già dân tộc ở Singapore bởi công lao đưa hòn đảo này độc lập và phát triển thịnh vượng.

### Việt Nam

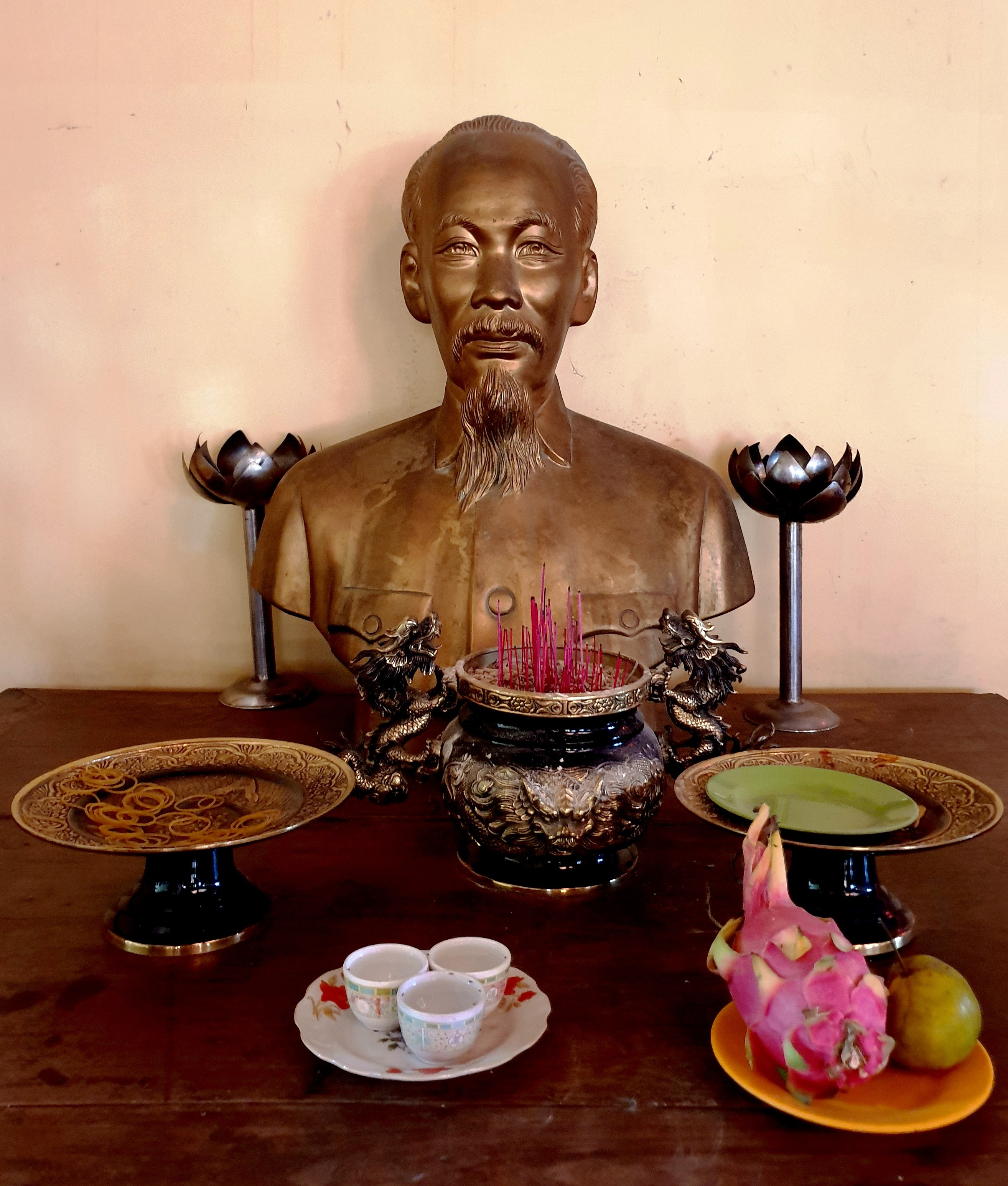
Ban thờ Bác Hồ ở miếu Hòa Tây thuộc Thành phố Hồ Chí Minh

Ở Việt Nam hiện nay, Hồ Chí Minh được tôn xưng là Vị Cha già của Dân tộc và được gọi bằng tên thân mật là Bác Hồ. Ông là người lãnh đạo phong trào giành độc lập cho Việt Nam trong thế kỷ XX, khai sinh ra nhà nước Việt Nam Dân chủ Cộng hòa. Ông được thờ phượng ở nhiều nơi trong cả nước Việt Nam nhất là tại Nam Bộ. Hình tượng "Vị cha già dân tộc" hình thành và lan tỏa một cách tự nhiên trong lòng quần chúng và trên báo chí cách mạng ngay từ những năm đầu của nước Việt Nam Dân chủ Cộng hòa, giai đoạn 1945-1946. Khi đang đọc Tuyên ngôn độc lập vào ngày 2 tháng 9 năm 1945, Chủ tịch Hồ Chí Minh đã tạm dừng và hỏi lại “Tôi nói đồng bào nghe rõ không?” đã tạo nên ấn tượng thân tình cho công chúng tham dự buổi lễ. Từ đó, trên báo chí Việt Nam thời đó, đã bắt đầu xuất hiện những từ ngữ như “Cụ Hồ”, “Già Hồ” hay “Cha già dân tộc”. Trong bài thơ “Quê hương Việt Bắc” viết năm 1950, nhà thơ Nguyễn Đình Thi đã ca ngợi Chủ tịch Hồ Chí Minh, Người cha kính yêu của dân tộc Việt Nam qua những câu thơ: "Nơi đây sống một người tóc bạc/Người không con mà có triệu con/Nhân dân ta gọi Người là Bác/Cả đời người là của nước non". Dấu ấn mang tính biểu tượng, chính thức hóa hình tượng này trong thi ca và trong lòng công chúng là vào năm 1951, khi nhà thơ Tố Hữu viết bài thơ "Sáng tháng Năm" ca ngợi về Hồ Chí Minh như một người cha của toàn thể nhân dân: "Bác Hồ, cha của chúng con/Hồn của muôn hồn". 
Sau đó là chùm bài thơ về Hồ Chí Minh cũng khắc họa hình ảnh của ông như một vị lãnh tụ kính yêu, vị cha già dân tộc qua những như bài thơ "Thơ dâng Bác Hồ" (nhà thơ Xuân Diệu), bài thơ "Người đi tìm hình của nước" (nhà thơ Chế Lan Viên), bài thơ "Viếng lăng Bác" (nhà thơ Viễn Phương) với câu thơ khai đề: "Con ở miền Nam ra thăm lăng Bác", rồi câu thơ trứ danh thể hiện tình cảm của nhân dân miền Nam đối với Hồ Chí Minh: "Bác nhớ miền Nam, nỗi nhớ nhà/Miền Nam mong Bác, nỗi mong cha" qua nhạc phẩm “Miền Trung nhớ Bác” của nhạc sĩ Thuận Yến. Cho đến thời nay cũng vẫn có bài thơ tuyên truyền ca ngợi ông là vị "Cha già dân tộc" như bài "Nhớ người Cha già dân tộc" (của tác giả Nguyễn Phương Đông). Để kỷ niệm lần thứ 100 ngày sinh của vị "Cha già dân tộc", Chính quyền Sóc Trăng đã tôn tạo lại ngôi đền thờ Bác Hồ tại xã An Thạnh Đông, huyện Cù Lao Dung, tỉnh Sóc Trăng, trước đây là xóm 6, ấp Nguyễn Công Minh, xã An Thạnh Nhì, huyện Long Phú cũ  (được cất từ năm 1969). Tại buổi lễ cấp quốc gia "Diễu binh, diễu hành kỷ niệm 50 năm Ngày giải phóng miền Nam, thống nhất đất nước" vào ngày 30 tháng 4 năm 2025 tại Thành phố Hồ Chí Minh, trong khối xe nghi trượng, bức chân dung Chủ tịch Hồ Chí Minh được đặt trang trọng và nổi bật trên xe rước chân dung để diễu hành tiến về lễ đài, nhằm thể hiện lòng biết ơn, tri ân, tưởng nhớ đến "vị lãnh tụ thiên tài, người sáng lập, lãnh đạo và rèn luyện Đảng ta, Anh hùng giải phóng dân tộc, Danh nhân văn hoá thế giới, Người Cha kính yêu của các lực Lượng vũ trang nhân dân. Người đã mở đường, chỉ lối và trực tiếp lãnh đạo cách mạng Việt Nam đi từ thắng lợi này đến thắng lợi khác, trong đó có Đại thắng mùa Xuân năm 1975, giải phóng miền Nam, thống nhất đất nước". Ca khúc chào mừng Đại lễ "Viết tiếp câu chuyện hòa bình" cũng có đoạn: "Tạ ơn những người gìn giữ nước non Đại Việt nghìn năm trước/Tạ ơn Người Cha già của chúng ta trên con đường cứu nước".